# تئاتر امباسادور (نیویورک)
تئاتر امباسادور (انگلیسی: Ambassador Theatre) یک سالن تئاتر متعلق به سازمان شوبرت در شهر نیویورک، آمریکا است.
این تئاتر که در سال ۱۹۲۱ تأسیس شده در منطقه تئاتر برادوی قرار دارد و دارای ۱٬۱۱۴ نفر ظرفیت است.

## نگارخانه

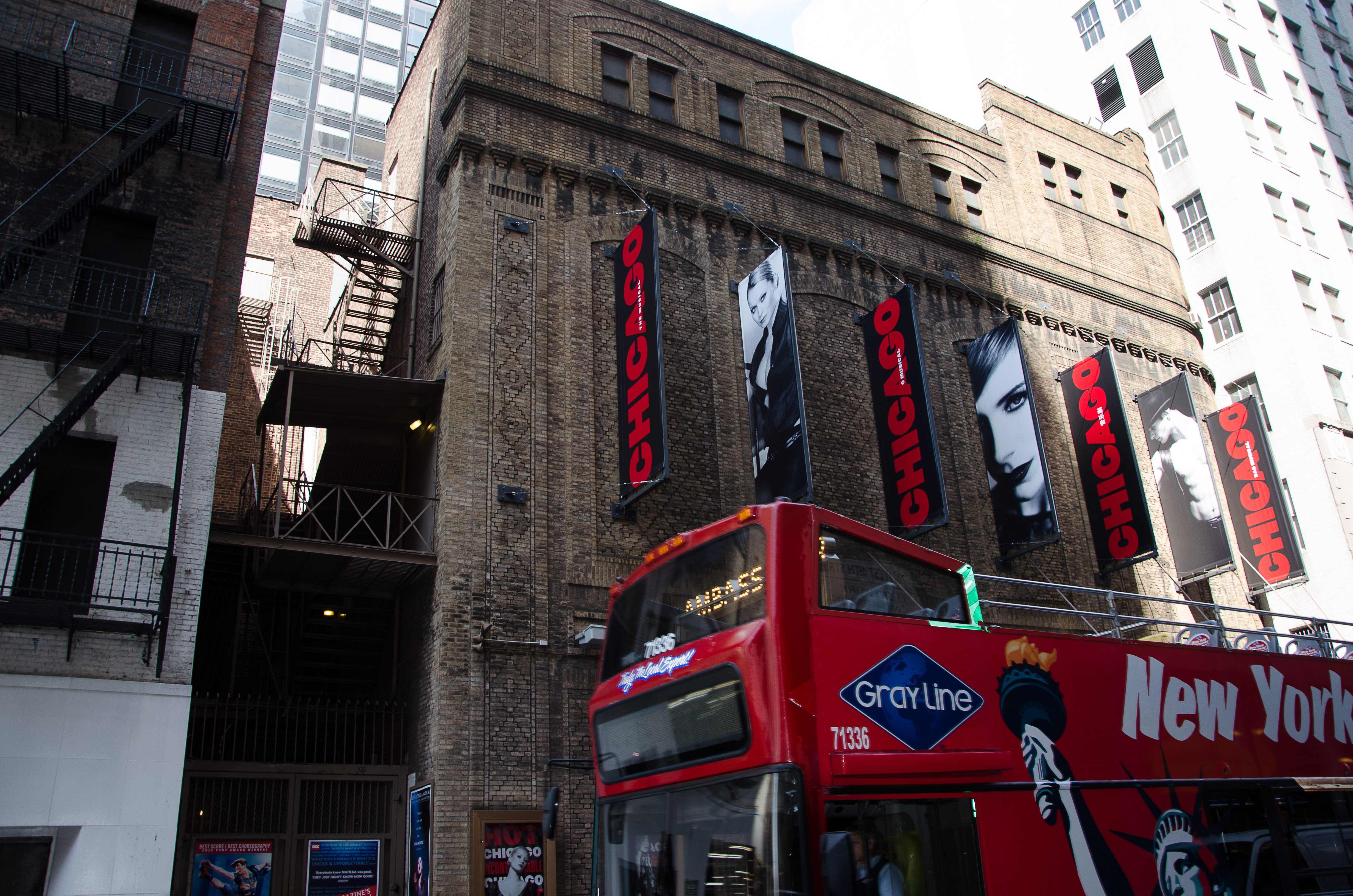
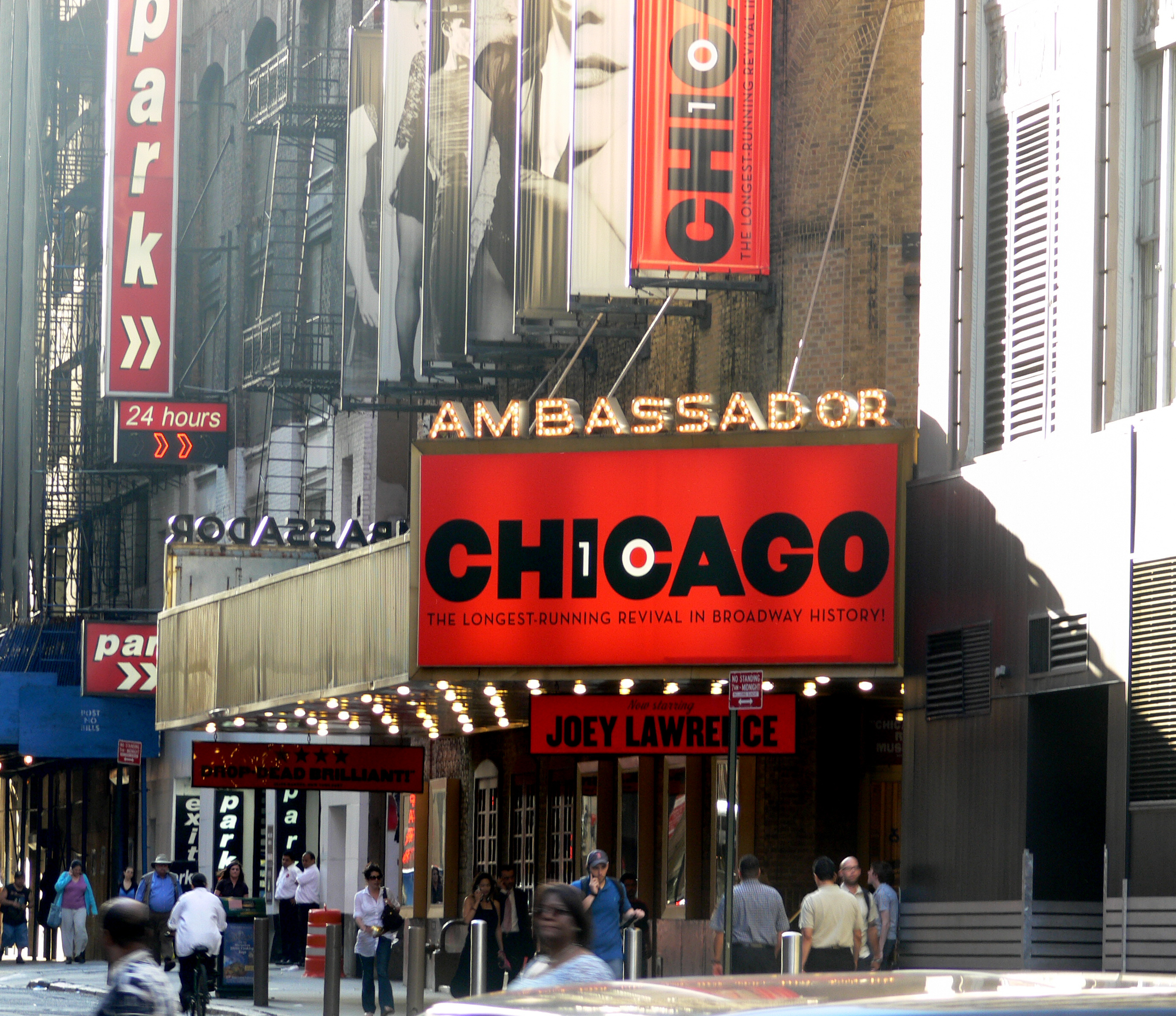